# Acqua & Sapone/Saison 2011
Dieser Artikel listet Erfolge und Mannschaft des Radsportteams Acqua & Sapone in der Saison 2011 auf.

Das Team-Trikot der Saison 2011

## Erfolge in der UCI Europe Tour
In der Saison 2011 wurden folgende Erfolge in der UCI Europe Tour erzielt.
| Datum      | Rennen                             | Kat. | Sieger          |
| ---------- | ---------------------------------- | ---- | --------------- |
| 23. März   | 2. Etappe Settimana Internazionale | 2.1  | Claudio Corioni |
| 6. August  | GP Camaiore                        | 1.1  | Fabio Taborre   |
| 1. Oktober | Memorial Marco Pantani             | 1.1  | Fabio Taborre   |
| 8. Oktober | Giro dell’Emilia                   | 1.HC | Carlos Betancur |

## Zugänge – Abgänge
| Zugänge           | Team 2010                                       | Abgänge                     | Team 2011                               |
| ----------------- | ----------------------------------------------- | --------------------------- | --------------------------------------- |
| Danilo Napolitano | Team Katusha                                    | Luca Paolini                | Katusha Team                            |
| Fabio Taborre     | Androni Giocattoli-Serramenti PVC Diquigiovanni | Francesco Masciarelli       | Pro Team Astana                         |
| Claudio Corioni   | De Rosa-Stac Plastic                            | Roberto De Patre            | Farnese Vini-Neri Sottoli               |
| Óscar Pachón      | UNE-EPM                                         | Francesco Failli            | Farnese Vini-Neri Sottoli               |
| Carlos Betancur   | Neoprofi                                        | Reinier Honig               | Landbouwkrediet                         |
|                   |                                                 | Dario Andriotto             | Karriereende                            |
|                   |                                                 | Alessandro Fantini          | Unbekannt                               |
|                   |                                                 | Didac Ortega                | Unbekannt                               |
|                   |                                                 | Giuseppe Palumbo            | Unbekannt                               |
|                   |                                                 | Luca Pierfelici             | Unbekannt                               |
|                   |                                                 | Óscar Pachón (bis 31. Juli) | GS Dynamic-Idea Shoes-MCS-Cargo Compass |

## Mannschaft
| Name                    | Geburtstag              | Nationalität |              |
| ----------------------- | ----------------------- | ------------ | ------------ |
| Carlos Betancur         | 13. Oktober 1989        | Kolumbien    |              |
| Rafaâ Chtioui           | 26. Januar 1986         | Tunesien     |              |
| Paolo Ciavatta          | 6. November 1984        | Italien      |              |
| Massimo Codol           | 27. Februar 1973        | Italien      |              |
| Claudio Corioni         | 26. Dezember 1982       | Italien      |              |
| Francesco Di Paolo      | 18. April 1982          | Italien      |              |
| Alessandro Donati       | 8. Mai 1979             | Italien      |              |
| Stefano Garzelli        | 16. Juli 1973           | Italien      |              |
| Ruggero Marzoli         | 2. April 1976           | Italien      |              |
| Andrea Masciarelli      | 2. September 1982       | Italien      |              |
| Simone Masciarelli      | 2. Januar 1980          | Italien      |              |
| Vladimir Miholjević     | 18. Januar 1974         | Kroatien     |              |
| Danilo Napolitano       | 31. Januar 1981         | Italien      |              |
| Alessandro Proni        | 28. Dezember 1982       | Italien      |              |
| Cayetano Sarmiento      | 28. März 1987           | Kolumbien    |              |
| Fabio Taborre           | 5. Juni 1985            | Italien      |              |
| Stagiaires              | Stagiaires              | Nationalität | Nationalität |
| Gian Marco Di Francesco | Gian Marco Di Francesco | Italien      |              |
| Devid Tintori           | Devid Tintori           | Italien      |              |

## Platzierungen in UCI-Ranglisten
UCI Europe Tour 2011
|       | Fahrer              | Punkte |
| ----- | ------------------- | ------ |
| 22.   | Fabio Taborre       | 273    |
| 61.   | Danilo Napolitano   | 177    |
| 109.  | Carlos Betancur     | 120    |
| 539.  | Claudio Corioni     | 26     |
| 601.  | Alessandro Proni    | 21     |
| 616.  | Alessandro Donati   | 20     |
| 616.  | Stefano Garzelli    | 20     |
| 659.  | Vladimir Miholjević | 17     |
| 731.  | Ruggero Marzoli     | 14     |
| 868.  | Rafaâ Chtioui       | 9      |
| 963.  | Paolo Ciavatta      | 7      |
| 1121. | Cayetano Sarmiento  | 4      |
| 1212. | Massimo Codol       | 2      |